# Aguante Marquesi
Aguante Marquesi es el álbum del personaje ficticio Martín "Rey Sol" Marquesi (interpretado por Mariano Martínez) de la telenovela argentina Son amores lanzado en 2003 bajo la producción de Pol-ka Producciones y Warner Music Argentina.
El álbum tuvo sólo dos presentaciones en vivo que fueron eventos solidarios donde se recaudaron $40.000 para la Casa Garrahan (concierto realizado en enero de 2003) y $9.000 para la Fundación Discar (concierto realizado en el Teatro Ópera en diciembre de 2003).  

## Lista de canciones
| Aguante Marquesi |                              |                                  |          |  |
| N.º              | Título                       | Escritor(es)                     | Duración |  |
| 1.               | «Aguante Marquesi»           | Martínez / Espinosa / Monteleone | 3:21     |  |
| 2.               | «Así, todo así»              | Martínez / Espinosa / Monteleone | 2:30     |  |
| 3.               | «Warning (Guarda que vengo)» | Martínez / Espinosa              | 2:37     |  |
| 4.               | «Incomparable»               | Martínez / Espinosa / Monteleone | 3:27     |  |
| 5.               | «Loco, re loco»              | Martínez / Espinosa / Monteleone | 2:17     |  |
| 6.               | «Más de lo que espero»       | Martínez / Espinosa / Monteleone | 3:46     |  |
| 7.               | «El masaso»                  | Martínez / Espinosa / Monteleone | 2:29     |  |
| 8.               | «Para siempre»               | Martínez / Espinosa / Monteleone | 3:01     |  |
| 9.               | «Queeee»                     | Martínez / Espinosa / Monteleone | 4:04     |  |
| 10.              | «Yo sé»                      | Martínez / Espinosa              | 2:20     |  |
| 28:32            |                              |                                  |          |  |

## Personal
Martín "Rey Sol" Marquesi
- Mariano Martínez: voz principal

| Músicos - Fernando Monteleone: teclados | Producción - Facundo Espinosa: producción artística, arreglos. - Fernando Monteleone: arreglos - Mariano Mere: arreglos - Marcelo Rey: producción ejecutiva - Mariano Martínez: producción ejecutiva |

## Cultura popular
- Banda sonora de la telenovela Son amores durante sus dos temporadas 2002-2003. Los temas lanzados oficialmente durante los capítulos fueron «Yo sé» y «Warning (Guarda que vengo)» durante la primera temporada y «Más de lo que espero» en la segunda temporada.
- Algunas canciones aparecieron, junto al personaje, en una promoción de 7Up en conjunto con Pol-ka Producciones durante 2003.[5]
- Programa especial de Canal 13 donde fue transmitido el concierto a beneficio del Rey Sol realizado en el Teatro Ópera en diciembre de 2003.[1]
- En la telenovela Los únicos en su primera temporada Mariano Martínez hizo una aparición como el Rey Sol junto al tema «Yo sé».